# جولیو لیبراتی
جولیو لیبراتی (انگلیسی: Giulio Liberati; ۲۷ مهٔ ۱۹۱۳ – ۶ آوریل ۱۹۹۲) بازیکن فوتبال اهل ایتالیا بود.
از باشگاه‌هایی که در آن بازی کرده‌است می‌توان به باشگاه فوتبال آ.اس. رم اشاره کرد.